# Gastrocyathus gracilis
Gastrocyathus gracilis är en fiskart som beskrevs av Briggs, 1955. Gastrocyathus gracilis ingår i släktet Gastrocyathus och familjen dubbelsugarfiskar. Inga underarter finns listade i Catalogue of Life.